# 湯尼陳
湯尼陳（1961年10月1日—，英文名：Tony Chen），本名陳志鵬，是台灣男藝人、英語補習教師、網路直播主。

## 經歷
1961年10月1日出生於台北市北投區，據湯尼陳自述，九二一大地震一周年時，民主進步黨政治人物呂秀蓮到台中市視察組合屋居民生活狀況，與他見面並在自己的著作上簽字留念，讓他留下印象。2001年，陳公開向已上任中華民國副總統的呂示愛，並在新聞媒體前親吻呂之照片，此舉引起話題。2002年2月9日上午，湯尼陳花費新台幣100萬元（全包加一年租金）租下中山高速公路彰化段交流道西側一座「T霸」（T-bar）廣告看板，藉西洋情人節樹立示愛廣告：「副總統呂秀蓮我愛妳，英語名師湯尼陳真情告白，Happy Valentine's Day.」示愛廣告掛出後第三天就被拆除。
2016年5月10日，湯尼陳與好娜姬、慧慈、如花合組演藝團體「蘆薈雞湯」。2018年2月5日，好娜姬宣布，蘆薈雞湯解散。
2019年7月，如花在中天綜合台《麻辣天后傳》說，湯尼陳假借「當特別來賓」名義找她上節目，當天湯尼陳還開記者會曝光蘆薈雞湯組團消息，「湯尼陳宣布組團前，我們完全不知情」；事後她怒斥湯尼陳「要搞團體，應事先告知」，認為兩人理念不合，再度退出演藝圈。2019年7月18日，好娜姬在臉書發文還原蘆薈雞湯組團始末，強調他與湯尼陳從頭到尾都把如花與慧慈「當公主一樣捧著」。

## 著作
- 英語學習大診斷
- 片語這樣學
- 全民英檢初級高分秘笈
- 全民英檢中級高分秘笈
- 學好英語不難
- 愛要勇敢說出來
- 在地洋苦瓜-英語狀元湯尼陳的力爭上游
- 英語新聞報
- 老外帶你遊台灣

## 外部連結
- 湯尼陳的Facebook專頁
- YouTube上的湯尼陳老師娛樂頻道